# Амундсен-Скотт (аэропорт)
Амундсен-Скотт — аэропорт американской полярной станции Амундсен-Скотт. Де-факто, самый южный аэропорт в мире.
Имеет взлетно-посадочную полосу для самолётов (ИКАО: NZSP), длина — 3658 м. В период с октября по февраль (полярный день) выполняется по несколько рейсов в неделю на оборудованных лыжами грузовых самолётах LC-130 Hercules от станции Мак-Мердо. Снабженческие миссии собирательно именуются англ. Operation Deep Freeze.

## Самолёт Геркулес
Грузоподъемность самолёта Геркулес должна рассматриваться как мера для всех поставок материально-технической поддержки на станцию.
Большие научные эксперименты и строения, такие как новая станция, разбиваются на модульные части и собираются на месте. Ограничения самолёта Геркулес были обоснованы для Национального научного фонда США в качестве одной из основных причин для создания ледового шоссе Мак-Мердо — Южный полюс для наземных поставок на станцию.